# حارة الخرابة (صنعاء)
حارة الخرابة هي إحدى حارات حي شعوب بمديرية شعوب إحد مديريات العاصمة اليمنية صنعاء، بلغ تعداد سكانها 4111 نسمة حسب تعداد اليمن لعام 2004.